# まるみ豚
まるみ豚（まるみとん）は、宮崎県川南町の協同ファームで生産されている豚肉の自社ブランド。宮崎ブランドポーク普及促進協議会によって宮崎ブランドポークの1つに認定されている。

## 概要
協同ファームで生産されている豚の8割は宮崎県の農業協同組合通じて市場出荷されており、残り2割が自社ブランドの「まるみ豚」として精肉加工され、飲食店などに直接販売されている。
肉質を評価する宮崎県内の大会では2012年度にグランドチャンピオンを獲得している。
「臭みが少なく豚肉が苦手な人でも食べられる」、「脂身まで味が深い」と評価されている。

## 経緯
牛肉と違って、豚肉は輸入豚肉と国産豚肉との間で肉質の差があまりないといわれている。国内養豚業の保護を目的に、安価な輸入豚肉には、関税がかけられているが、豚肉の国内販売価格の低迷と飼料の価格高騰によって養豚業者の苦戦は続いていた。協同ファームも同様で、販路拡大を目的として自社ブランド化の検討を行っていた。2006年頃から飲食店向けに営業活動を始め、約3年をかけて肉質が評価されるようになり、2009年に商標登録を申請を行った。しかし、2010年日本における口蹄疫の流行が発生し、協同ファームも8千頭を超える豚が殺処分された。
飼育する豚がいなくなり、廃業する同業者も多かったが、協同ファームの社長はこれをゼロから再出発する好機と捉え、国からの補助金も利用して畜舎の整備、改築、防疫体制の再構築を行った。この結果、口蹄疫の被災地から最も早く豚の出荷を果たすことになった。

## 協同ファーム
有限会社協同ファームは2015年時点で6000頭の豚を飼育しており、宮崎県内でも有数の大規模養豚場である。
日高吉幸が1969年に所有していた森林を切り拓いて始めた養豚業を前身とする。1994年に法人化した。
ドイツやデンマークの畜産業を参考にし、機械化と自動化を推進している。具体的には、従業員の勤怠管理をITで行うのは無論のこと、LINEのビジネス向け有償サービス「LINE WORKS」を導入し、従業員のほぼ全員にiPhoneを支給することで、業務報告をLINE WORKSで行ったり、設備や豚の異常を発見次第LINE WORKSに投稿することで全従業員への周知と即時対応ができるようにしている。
また、養豚にIoTを導入、具体的には養豚に用いる自動給餌器、自動除糞器といった複数の設備機器にさまざまなセンサーを取り付け、稼働状況や故障箇所の情報をクラウドコンピューティングで集積するようにし、豚舎の状態を見える化してリアルタイムに把握し、異常が発生した時にはその旨を各従業員のiPhoneへ配信することで、不具合の発生時や故障時の対応、補修作業の着手までの迅速化、作業時間の短縮化を図っている。